# Parghelia
Parghelia – miejscowość i gmina we Włoszech, w regionie Kalabria, w prowincji Vibo Valentia.
Według danych na rok 2004 gminę zamieszkiwało 1377 osób, 172,1 os./km².